# Episodi di Rombi di tuono e cieli di fuoco per i Biocombat (prima stagione)
La prima stagione della serie animata Rombi di tuono e cieli di fuoco per i Biocombat è stata trasmessa negli Stati Uniti dal 16 settembre 1996 al 1º aprile 1997, mentre in Italia dal 27 agosto al 1º ottobre 1997.
| N° | Titolo italiano                  | Titolo originale                       | Prima TV USA      | Prima TV Italia   |
| -- | -------------------------------- | -------------------------------------- | ----------------- | ----------------- |
| 1  | L'atterraggio                    | Beast Wars: Part 1                     | 16 settembre 1996 | 27 agosto 1997    |
| 2  | Un nuovo compagno                | Beast Wars: Part 2                     | 17 settembre 1996 | 28 agosto 1997    |
| 3  | La ragnatela                     | The Web                                | 18 settembre 1996 | 29 agosto 1997    |
| 4  | Pari opportunità per i Biocombat | Equal Measures                         | 23 settembre 1996 | 1º settembre 1997 |
| 5  | Il passaggio del comando         | Chain of Command                       | 24 settembre 1996 | 2 settembre 1997  |
| 6  | Sete di potere per i Biocombat   | Power Surge                            | 25 settembre 1996 | 3 settembre 1997  |
| 7  | Compagni dispersi                | Fallen Comrades                        | 30 settembre 1996 | 4 settembre 1997  |
| 8  | Doppia condanna                  | Double Jeopardy                        | 7 ottobre 1996    | 5 settembre 1997  |
| 9  | Trappola per topi                | A Better Mouse Trap                    | 8 ottobre 1996    | 8 settembre 1997  |
| 10 | Gorilla dalla furia cieca        | Gorilla Warfare                        | 14 ottobre 1996   | 9 settembre 1997  |
| 11 | La sonda                         | The Probe                              | 15 ottobre 1996   | 10 settembre 1997 |
| 12 | Vittoria                         | Victory                                | 1º novembre 1996  | 11 settembre 1997 |
| 13 | Strani progetti                  | Dark Designs                           | 4 novembre 1996   | 12 settembre 1997 |
| 14 | Il vero e il falso               | Double Dinobot                         | 5 novembre 1996   | 15 settembre 1997 |
| 15 | La scintilla                     | The Spark                              | 11 novembre 1996  | 16 settembre 1997 |
| 16 | Il grilletto (prima parte)       | The Trigger: Part 1                    | 18 novembre 1996  | 17 settembre 1997 |
| 17 | Il grilletto (seconda parte)     | The Trigger: Part 2                    | 19 novembre 1996  | 18 settembre 1997 |
| 18 | Intrighi                         | Spider’s Game                          | 6 gennaio 1997    | 19 settembre 1997 |
| 19 | Il richiamo della foresta        | Call Of The Wild                       | 7 gennaio 1997    | 22 settembre 1997 |
| 20 | Viaggio nelle tenebre            | Dark Voyage                            | 27 gennaio 1997   | 23 settembre 1997 |
| 21 | Il traditore                     | Possession                             | 3 febbraio 1997   | 24 settembre 1997 |
| 22 | Il virus                         | The Low Road                           | 10 febbraio 1997  | 25 settembre 1997 |
| 23 | La legge della natura            | Law of the Jungle                      | 17 febbraio 1997  | 26 settembre 1997 |
| 24 | Prima della tempesta             | Before The Storm                       | 21 febbraio 1997  | 29 settembre 1997 |
| 25 | L’arrivo (prima parte)           | Other Voices: Part 1 - Arrival         | 17 marzo 1997     | 30 settembre 1997 |
| 26 | L’arrivo (seconda parte)         | Other Voices: Part 2 - Termination Day | 1º aprile 1997    | 1º ottobre 1997   |

## L'atterraggio
- Titolo originale: Beast Wars: Part 1
- Diretto da: Ian Pearson
- Scritto da: Bob Forward

### Trama
Dopo aver viaggiato in un lontano passato tramite la velocità di transcurvatura, i  Maximal affrontano i Predacon nello spazio esterno ma entrambe le navi si schiantano su un pianeta misterioso, uguale alla Terra ma con due lune invece di una. Entrambe le fazioni scansionano il pianeta alla ricerca di forme biologiche, in particolari gli animali, necessarie per proteggere le loro forme robot dalla grande quantità di Energon presente sul pianeta. Infuriato per l'apparente fallimento dovuto all'atterraggio su questa Terra dalle due lune, Dinobot sfida Megatron per la leadership dei Predacon ma viene spazzato via da Scòrpionok, il vicecomandante. Dopo la prima battaglia sul pianeta tra Maximal e Predacon, Dinobot riappare e sfida Black Jack per la leadership dei Maximal.

## Un nuovo compagno
- Titolo originale: Beast Wars: Part 2
- Diretto da: Steve Ball
- Scritto da: Bob Forward

### Trama
Durante lo scontro tra Black Jack e Dinobot, i Predacon interferiscono nel duello e Dinobot s'impegna a schierarsi sotto i Maximal, ma nel frattempo i Predacon trovano una montagna disseminata di Energon. Le due fazioni si scontrano per ottenere l'Energon, che però esplode dopo che Dinobot mette in salvo Black Jack da Megatron. Sapendo che i Predacon non sono stati fatti fuori, i Maximal si preparano per il lungo conflitto che si prevede all'orizzonte per il controllo dell'Energon su questo strano pianeta dalle due lune, conflitto che Black Jack chiama Guerre Animali (in inglese appunto Beast Wars).

## La ragnatela
- Titolo originale: The Web
- Diretto da: C. Michael Easton
- Scritto da: Lawrence G. DiTillio

### Trama
Dopo aver perso un prototipo di comunicatore sviluppato da Rhinox, Ghepard cerca di redimersi entrando furtivamente nella base dei Predacon. Tuttavia Tarantulas cattura Ghepard, costringendo  Rattilus a salvarlo.

## Pari opportunità per i Biocombat
- Titolo originale: Equal Measures
- Diretto da: T.W. Peacocke
- Scritto da: Greg Johnson

### Trama
I Maximal cercano di attivare un sistema di rilevamento dei Predacon durante una tempesta di Energon, e Ghepard finisce in qualche modo nella  Darksyde, la base dei Predacon, mentre Terrorsaur finisce nell'Axalon, la base dei Maximal. Utilizzando Terrorsaur per scoprire come si è verificato il trasporto, Dinobot va da Black Jack con un piano per piazzare una bomba nella base Predacon. Nel frattempo Ghepard scopre una vena di Energon che corre tra le due basi, vena che causerebbe la distruzione di entrambe se una delle due saltasse in aria: così, una volta arrivata la bomba, il felino trova un modo per sventare le due esplosioni.

## Il passaggio del comando
- Titolo originale: Chain of Command
- Diretto da: Andrew Doucette
- Scritto da: Jesse Winfield

### Trama
Appare una sonda aliena e Black Jack viene apparentemente rapito da questa, lasciando problemi di leadership in senno ai Maximal dove il testa a testa è tra Rattilus e Dinobot. Poiché tra loro non vi è un vicecomandante, è Black Jack a nominare Rattilus in sua vece. Grazie a un particolare strumento realizzato da Rhinox, Black Jack viene estratto dalla sonda e sconfigge i Predacon che volevano impossessarsi di quest’ultima.
Una volta colpita, la sonda aliena esplode e rilascia un segnale che giunge nello spazio.

## Sete di potere per i Biocombat
- Titolo originale: Power Surge
- Diretto da: Nicholas Kendall
- Scritto da: Lawrence G. DiTillio

### Trama
Terrorsaur trova una montagna galleggiante ricca di Energon. Ciò lo rende incredibilmente potente e per questo ha intenzione di rovesciare Megatron ed eliminare i Maximal una volta per tutte. Una volta annientato Megatron e divenuto momentaneamente leader dei Predacon, torna a ricaricarsi sulla montagna, ma intanto Scòrpionok, vicecomandante fedele a Megatron, ordina agli altri Predacon di ripararlo e intanto Tarantulas insegue Terrorsaur per scoprire come abbia ottenuto il potere necessario a sconfiggere il Tirannosauro. Giungono Black Jack e Rattilus, che piazzano una bomba capace di far saltare in aria l'isola. Terrorsaur si ritira, ma gongola pensando che è il leader dei Predacon, fino a quando scopre che Megatron è ancora tutto intero e desideroso di vendetta.

## Compagni dispersi
- Titolo originale: Fallen Comrades
- Diretto da: Steve Ball
- Scritto da: Bob Forward

### Trama
Una navicella atterra sul pianeta e sia i Maximal che i Predacon intendono impadronirsi del guerriero che giace all'interno; si tratta di Tigertron, un Maximal disperso nello spazio che configura la sua mutazione in forma di tigre bianca.

## Doppia condanna
- Titolo originale: Double Jeopardy
- Diretto da: Mark Schiemann
- Scritto da: Jesse Winfield

### Trama
Un'altra navicella atterra sul pianeta e Tarantulas giunge per primo riprogrammandola come Predacon e facendo così venire alla luce Black Arachnia, la cui forma animale è una vedova nera. La lealtà di Rattilus verso i Maximal viene messa in discussione da Black Jack il quale lo costringe ad affrontare i Predacon.
Tuttavia, una volta incontrato Terrorsaur, si arrende convertendosi ai Predacon.
Nonostante Megatron non si fidi di Rattilus, questi riesce a scoprire come riuscivano i Predacon a intercettare le comunicazioni dei Maximal, realizzando il piano di Black Jack.

## Trappola per topi
- Titolo originale: A Better Mouse Trap
- Diretto da: Steve Ball
- Scritto da: Karen Wilson e Chris Weber

### Trama
Rattilus e Dinobot attivano accidentalmente Sentinella, il nuovo sistema di difesa dell'Axalon, la base dei Maximal, prima che il sistema abbia imparato a riconoscere i suoi occupanti. Sentendosi in colpa per averlo azionato, Rattilus rimane all'interno dell'Axalon per spegnere Sentinella. Nel frattempo, Black Arachnia conduce alcuni Predacon a una missione per cercare di penetrare l'Axalon, costringendo Tigertron a fermarli.

## Gorilla dalla furia cieca
- Titolo originale: Gorilla Warfare
- Diretto da: James Boshler
- Scritto da: Greg Johnson

### Trama
Scòrpionok cerca di infettare Black Jack con un virus al fine di renderlo un codardo ma invece trasforma il gorilla in una belva guerrafondaia. Inizialmente i Maximal tentano di tranquillizzarlo ma, non riuscendo, lo mandano alla base dei Predacon dove da solo riesce a ottenere l'antidoto.

## La sonda
- Titolo originale: The Probe
- Diretto da: Ezekiel Norton
- Scritto da: Marvin Worfman e Craig Miller

### Trama
Mentre si trovano all'interno dell'Axalon, i Maximal scoprono una sonda cybertroniana e cercano di contattarla. Sfortunatamente il segnale è troppo debole e quindi devono erigere, sul territorio dei Predacon, un ripetitore per contattarla e attendere il passaggio della sonda. Per loro sfortuna, Megatron riesce a distruggere il ripetitore proprio poco prima del passaggio della sonda.

## Vittoria
- Titolo originale: Victory
- Diretto da: Steve Ball
- Scritto da: Wendy Reardon

### Trama
Terrorsaur conduce una ribellione contro Megatron e, dopo la lotta conseguente, fa esplodere accidentalmente la Darksyde quando viene colpito un campione di Energon. Pensando di aver vinto le Guerre Animali, i Maximal decidono di recuperare alcune parti dalla nave Predacon e tornare a Cybertron. Ma la distruzione dei Predacon si rivela essere un elaborato stratagemma pensato dai Predacon stessi.

## Strani progetti
- Titolo originale: Dark Designs
- Diretto da: Owen Hurley
- Scritto da: Ian Weir

### Trama
Dopo aver notato le abilità di Rhinox in battaglia, Megatron ordina a Tarantulas di catturare il Maximal e, grazie a un'invenzione del ragno, Rhinox viene convertito in un Predacon. Ma il suo nuovo temperamento diventa troppo pericoloso, perfino per Megatron e il suo equipaggio.

## Il vero e il falso
- Titolo originale: Double Dinobot
- Diretto da: John Pozer
- Scritto da: Rowby Goren

### Trama
Megatron usa un clone non trasformante di Dinobot per cercare di spegnere Sentinella e impadronirsi della base Maximal. Così, mentre Terrorsaur intrappola il vero Dinobot in una zona vulcanica, il clone entra nella base e convince Black Jack a recarsi a salvare Ghepard che si trova in pericolo. Uscito indenne e rientrato alla base, il vero Dinobot trova il clone e lo sfida. Terminato lo scontro, si presenta Megatron che invece di ottenere il possesso della base viene scacciato dal vero Dinobot e dai Maximal che sopraggiungono.

## La scintilla
- Titolo originale: The Spark
- Diretto da: Colin Davies
- Scritto da: Larry DiTillio

### Trama
Rhinox e Ghepard devono difendere dai Predacon una naviciella precipitata. Al termine di una difficile operazione dove partecipano solo Rhinox e Ghepard, i Maximal hanno successo e nasce Falcon Lady, soprattutto grazie all'enorme sforzo di Rhinox. In questo episodio viene introdotto il concetto di scintille, che è un concetto che viene utilizzato nell'universo dei Transformers.

## Il grilletto (prima parte)
- Titolo originale: The Trigger: Part 1
- Diretto da: J. Falconer
- Scritto da: Bob Forward

### Trama
Appare sul pianeta una strana isola galleggiante, dotata di un'arma potentissima, ovvero una torre che spara raggi energetici. Tigertron e Falcon Lady giungono sull'isola ma vengono presto rallentati da alcune trappole presenti mentre Black Arachnia, mandata in missione insieme a Scòrpionok, tenta di prenderne il controllo.

## Il grilletto (seconda parte)
- Titolo originale: The Trigger: Part 2
- Diretto da: Michaela Zabranska
- Scritto da: Bob Forward

### Trama
Dopo uno scontro coi Maximal presenti, Black Arachnia e Scòrpionok riescono a prendere il controllo della torre ma Arachnia la vuole solo per sé; per questo motivo elimina il compagno. Al termine di un attacco massiccio da parte degli avversari, la torre viene distrutta.

## Intrighi
- Titolo originale: Spider’s Game
- Diretto da: James Boshler
- Scritto da: Larry DiTillio

### Trama
Una navicella sta per atterrare sul pianeta ma Tarantulas inibisce i sensori dei Maximal e dei Predacon. Una volta perpetrato questo tradimento, Tarantulas e Black Arachnia tentano di creare un terzo Predacon ragno ma finiscono per creare  Fòrmicon, una folle formica Predacon. Inizialmente Fòrmicon non si schiera ma difende il suo reame ovvero la navicella però, una volta che Tarantulas la ruba e Tigertron la distrugge, si scaglia contro il Maximal e riconosce in Megatron la sua formica regina.

## Il richiamo della foresta
- Titolo originale: Call Of The Wild
- Diretto da: Jonathan Goodwill
- Scritto da: Bob Forward

### Trama
I Predacon rubano il sistema di schermatura dall'Energon dall'Axalon. I Maximal sono costretti a rimanere in modalità bestia e gli istinti delle loro controparti animali cominciano a prendere il sopravvento. Grazie al temperamento di Tigertron, i Maximal riescono a vincere gli istinti e a recuperare tramite Falcon Lady il sistema.

## Viaggio nelle tenebre
- Titolo originale: Dark Voyage
- Diretto da: Steve Ball
- Scritto da: Samuel Warren Joseph

### Trama
Scòrpionok e Punginator fanno saltare in aria un pozzo di Energon mentre Ghepard, Rattilus, Rhinox e Dinobot lo stanno estraendo. Tutti e quattro i Maximals vengono accecati dall'esplosione e devono in qualche modo riuscire a tornare all'  Axalon .
Grazie alle indicazioni di Rhinox, riescono a raggiungere sani e salvi la base.

## Il traditore
- Titolo originale: Possession
- Diretto da: Owen Hurley
- Scritto da: Ian Weir

### Trama
Punginator viene posseduto dalla scintilla di  Astrum (chiamato Scintillor nell'episodio). Questi consiglia a Megatron di conquistare la base Maximal, colpita da una tempesta di fulmini, e, una volta ottenuta, ordina ai Maximal di seguirlo e obbedire ai suoi ordini per sconfiggere il diabolico Megatron. Questi riescono a battere Astrum/Scintillor il quale fugge dal corpo di Punginator giurando vendetta.

## Il virus
- Titolo originale: The Low Road
- Diretto da: J. Falconer
- Scritto da: Bob Forward

### Trama
Tarantulas infetta Rhinox con un virus che induce un raffreddore tale da spingerlo a espellere i suoi rifornimenti di Energon sotto forma di singhiozzi distruttivi; in questo modo Megatron spera che alla fine Rhinox non solo distruggerà l'  Axalon  ma anche sé stesso. Dinobot e Rattilus devono cooperare per una volta, alla ricerca del laboratorio di Tarantulas, sperando di trovare l'antivirus. Giunti al laboratorio, dopo uno scontro con Megatron e compagni, i Maximal riescono a ottenere l'antivirus.

## La legge della Natura
- Titolo originale: Law of the Jungle
- Diretto da: John Pozer
- Scritto da: Mark Leiren-Young

### Trama
Dopo aver ucciso accidentalmente il suo amico, una tigre bianca, in una lotta con Fòrmicon, Tigertron si sente in colpa e decide di lasciare i Maximal. Fòrmicon, Punginator e Terrorsaur sono alla ricerca di un regalo da dare a Megatron, con Tigertron e Dinobot in cima alla loro lista. Dinobot e Black Jack riescono a convincerlo a tornare sui suoi passi e a salvare i compagni.

## Prima della tempesta
- Titolo originale: Before The Storm
- Diretto da: Adam Wood
- Scritto da: Bob Forward

### Trama
Fòrmicon trova un secondo disco d'oro, contrassegnato da rune aliene, come quello che Megatron rubò su Cybertron. Così il leader dei Predacon propone a Black Jack di stringere una tregua mentre Tarantulas è determinato a lasciare il pianeta. Per capire le reali intenzioni di Megatron, i Maximal mandano Tigertron nella sua base e scoprono i suoi piani. Maximal e Predacon combatteranno sforzandosi di non rompere la tregua concordata.

## L'arrivo (prima parte)
- Titolo originale: Other Voices: Part 1 - Arrival
- Diretto da: Colin Davies
- Scritto da: Bob Forward e Larry DiTillio

### Trama
Black Jack, Rattilus e Falcon Lady scoprono una struttura aliena. Black Jack viene rapito, e i Vok, gli alieni che hanno creato il pianeta, gli dicono che esso verrà distrutto. Rattilus e Falcon Lady tentano di salvare Black Jack e di tornare alla base. Nel frattempo, Arachnia scopre i piani di fuga di Tarantulas e lo costringe ad allearsi con lei. Entrambi entrano nella base dei Maximal seguiti da Fòrmicon che li spia, e vengono scoperti dai Maximal.

## L'arrivo (seconda parte)
- Titolo originale: Other Voices: Part 2 - Termination Day
- Diretto da: Ezekiel Norton
- Sceneggiatore: Larry DiTillio

### Trama
I Vok scatenano un'arma mostruosa, cioè la seconda luna che in realtà è un satellite artificiale, con l'intenzione di distruggere il pianeta e tutti i Maximal e Predacon su di esso. Utilizzando la navicella dotata di celle di transcurvatura con la quale Tarantulas voleva fuggire da quel mondo, Black Jack vola verso la seconda luna per distruggerla ma Megatron sigilla subdolamente la navicella costringendo Black Jack a essere distrutto insieme con la luna.